# Sporck (Adelsgeschlecht)

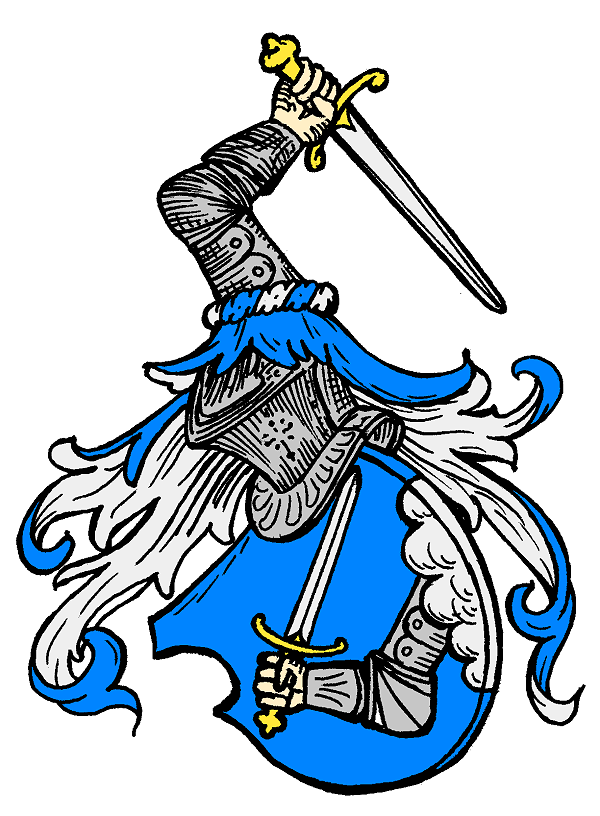
Stammwappen derer von Sporck

Freiherrliches Wappen derer von Sporck von 1647

Sporck, auch Sporckh, ist der Name eines alten westfälischen Geschlechts, gesessen auf dem Sporckhof bei Westerloh im Lande Delbrück im Hochstift Paderborn. Im 17. Jahrhundert erlangte es den Reichsgrafenstand und erwarb erheblichen Besitz im Königreich Böhmen.

## Geschichte

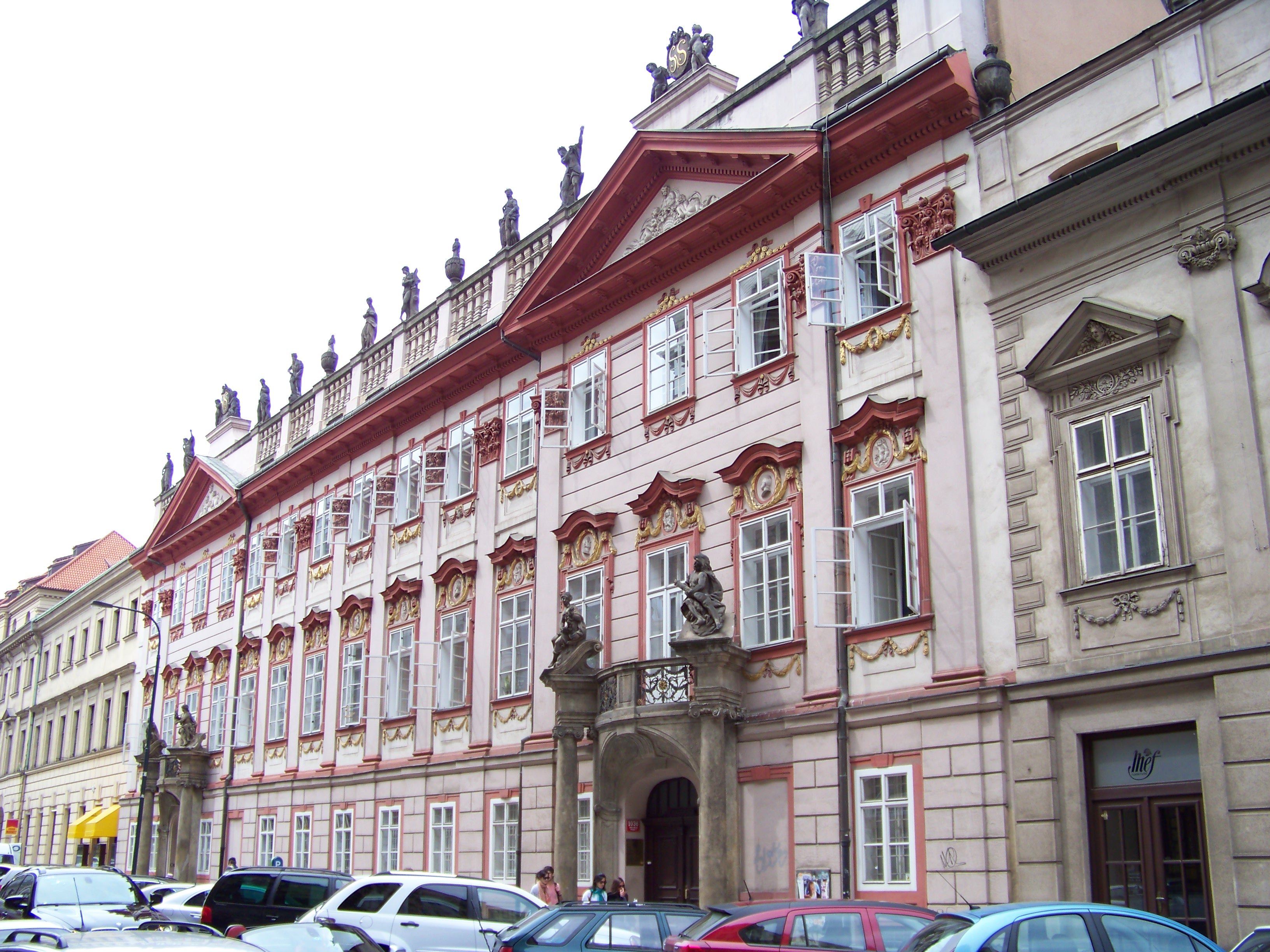
Palais Swéerts-Sporck in Prag, barock erbaut 1694 bis 1699, klassizistisch erneuert 1783

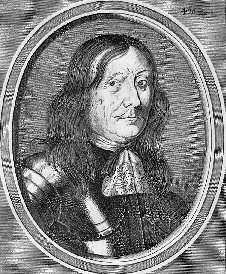
Generalfeldmarschall Johann Sporck (* um 1600; † 1679)

Das Geschlecht stammt aus Westfalen. Die urkundliche Stammreihe beginnt mit Franz Nolte (genannt Sporck), Besitzer des Sporckhofes, urkundlich 1597, † 1626. Verheiratet war er mit einer Tochter des Jobst Sporck, des früheren Hofbesitzers. Der Sporckhof, eine Bardenhauerstätte (Viertelmeier), war in Bedeutung und Größe einem Meierhof gleich. Einer der jüngeren Söhne des Franz Sporck, Johann Sporck (* um 1600; † 1679), wurde Offizier und stieg bis zum Kaiserlichen Generalfeldmarschall und Reichsgrafen auf. Er kämpfte 1620 in der Schlacht am Weißen Berg, in der sein älterer Bruder als Rittmeister fiel. In erster Ehe war er seit 1639 mit Anna Margaretha von Linsingen (* 1610; † 1657) verheiratet, in zweiter Ehe seit 1660 mit der Mecklenburgerin Eleonora Maria Katharina von Fineck (* 1639; † 1674).

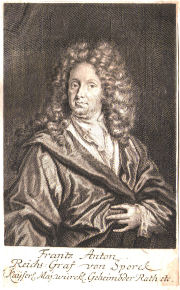
Franz Anton Graf von Sporck
(* 1662; † 1738)

Graf Johann von Sporcks Söhne aus zweiter Ehe waren Franz Anton von Sporck (* 1662; † 1738), ein bedeutender Kunstmäzen und Verleger, und Ferdinand Leopold (* 1664; † 1711). Franz Anton heiratete 1686 Franziska Apollonia, geborene von Swéerts zu Reist (* 1667; † 1726). Das Ehepaar hatte vier Kinder, Eleonora Franziska (* 1687; † 1717), Anna Katharina (* 1689; † 1754) und die 1691 bzw. 1699 geborenen Söhne Johann Joseph und Johann Franz Anton Joseph Adam, die noch im Kindesalter starben. Da Franz Anton nun keine eigenen männlichen Nachkommen hatte, adoptierte er 1718 seinen Schwiegersohn, der aus demselben Adelsgeschlecht kam wie seine Ehefrau Franziska Apollonia und dazu, als ein Sohn seiner Schwester Maria Sabina (* 1661; † 1717), sein Neffe war. Der Mannesstamm seines Bruders Ferdinand Leopold Graf von Sporck (* 1664; † 1711) erlosch erst in der ersten Hälfte des 20. Jahrhunderts in München bzw. in Jungbunzlau nördlich von Prag.

### Swéerts-Sporck
Franz Karl Rudolf Freiherr von Sweerts und Reist (* 1688; † 1757) aus Brüsseler Patriziergeschlecht, dessen Vater Franz Johann von Sweerts-Reist 1654 das böhmische Inkolat erhalten hatte, war seit 1712 mit Franz Anton von Sporcks Tochter, seiner Cousine Anna Katharina, verheiratet. Mütterlicherseits war er ein Enkel des Grafen Johann von Sporck. Als Erbe seines Onkels, Adoptiv- und Schwiegervaters erhielt er neben anderen Sporckischen Gütern den später Palais Swéerts-Sporck genannten Stadtpalast in der Prager Neustadt. Er bekam für sich und die Nachkommen aus der Ehe mit der Sporck-Erbtochter am 15. Dezember 1718 in Wien den böhmischen Grafenstand sowie die Namen- und Wappenvereinigung mit denen der Grafen Sporck als Graf von Swéerts-Sporck. Das Geschlecht Swéerts-Sporck, das am 12. Dezember 1819 die Landmannschaft von Krain erhielt, bestand bis 1953, als der letzte Titelträger Hubert Otto Johann Sweerts-Sporck (* 1890) starb.

### Standeserhebungen
- Reichsfreiherrenstand mit Wappenbesserung: Prag 12. Oktober 1647 (für Johann Sporckh, Kaiserlicher Kriegsrat, Generalfeldmarschall und Obersten der Kavallerie)
- böhmisches Inkolat: Prag 21. November 1648 (für denselben)
- böhmischer Ritterstand für desselben aus adeliger Ehe geborenen Söhne Philipp und Johann:[6] ersterer „aus besonderer Kayserlicher und Königlicher Gnadt“ nach Aufnahme seines Vaters 1658 in den Ritterstand,[7] der zweite anlässlich der Verleihung des böhmischen Grafenstandes an seinen Großvater 1666. Böhmische Freiherrn.
- Reichsgrafenstand mit „Hoch- und Wohlgeboren“ und Wappenbesserung: Wien 23. August 1664 (für denselben als Kaiserlichen Hofkriegsrat und General der Kavallerie)
- böhmische Grafenstandsbestätigung: Wien 30. Juni 1666 (für denselben Johann Grafen von Sporck)
- galizische Landmannschaft: 23. November 1785
- Legitimation bei der galizischen Landtafel als Graf: 26. Oktober 1789 (beides für Johann Wenzel Graf von Sporck, Kaiserlich-Königlicher Kämmerer, Wirklicher Geheimer Rat und Appellationspräsident in Galizien)[1]

## Wappen
- Blasonierung des Stammwappens: „In Blau aus einer silbernen Wolke am linken Schildrand wachsend ein gebeugter, silberner Panzerarm, in der natürlich tingierten Hand ein goldbeheftetes, silbernes Schwert haltend. Auf dem silbern-blau bewulstetem Helm (auf gelehntem Tartschenschild) mit blau-silbernen Decken der wachsende Schwertarm.“

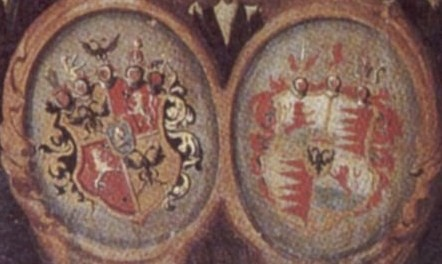
Allianzwappen Sporck-Swéerts

- Das freiherrliche Wappen von 1647 ist geviert und belegt mit einem blauen Herzschild, darin ein aus einer silbernen Wolke am rechten unteren Schildrand hervorwachsender gewinkelter silberner Schwertarm; Feld 1 und 4 in Gold ein goldengekrönter und -bewehrter schwarzer Doppeladler, 2 und 3 in Rot auf grünem Dreiberg einwärts gekehrt ein goldengekrönter doppelschwänziger silberner Löwe, mit den Vorderpranken eine goldene Lanze mit von Gold und Schwarz gevierter Flagge haltend; auf dem Schild drei Helme, auf dem ersten mit schwarz-goldenen Decken der gewinkelte, mit dem Ellenbogen auf die Helmkrone aufgestützter Schwertarm, auf dem mittleren Helm mit rechts schwarz-goldenen, links rot-silbernen Decken der Doppeladler, ein goldenes Schildchen mit Kaisermonogramm auf der Brust, auf dem linken Helm mit rot-silbernen Decken der Löwe des Schildes wachsend, die Lanze mit der von Gold und Schwarz gevierten Flagge.

Stammwappen derer von Swéerts

- Das mehrfeldrige Wappen von 1648 ist geviert und belegt mit blauem Herzschild, darin schrägrechts ein braunbärtiger Türkenkopf mit silbernem Turban, goldener Agraffe und schwarzem Reiherbusch; Feld 1 und 4 wie 1647, Feld 2 und 3 ebenfalls wie 1647; auf dem Schild fünf Helme, auf dem ersten mit schwarz-goldenen Decken ein naturfarbener Pfauenwedel, auf dem zweiten mit schwarz-goldenen Decken der Löwe mit der Lanze wachsend, mit einer von Schwarz und Gold gevierten Flagge, auf dem dritten mit rechts schwarz-goldenen, links rot-silbernen Decken der Doppeladler, auf dem vierten ein wachsender Türke in purpurnem Rock mit goldenem Gürtel und silberngefüttertem roten Mantel, in der Rechten einen goldenen Kolben haltend, auf dem fünften mit rot-silbernen Decken ein wachsender geharnischter Arm, mit der bloßen Faust ein goldenbegrifftes blankes Schwert schwingend.[1][8]

- Das Wappen Swéerts-Sporck von 1718 ist geviert und belegt mit blauem Herzschild, darin der Sporkische Türkenkopf mit rotem Turban und silbernem Band, goldener Agraffe und schwarzem Reiherbusch; Feld 1 und 4 geteilt, oben in Silber einwärts wachsend ein roter Löwe, unten von Blau und Gold geteilt und im goldenen Feld ein blauer Stern; Feld 2 und 3 von Silber und Rot sechsmal im Spitzenschnitt gespalten; auf dem Schild fünf Helme mit rot-silbernen Decken; auf dem ersten Helm ein naturfarbener Pfauenwedel, auf dem zweiten der wachsende rote Löwe, auf dem mittleren ein goldengekrönter und -bewehrter schwarzer Doppeladler, auf dem vierten ein wachsender Türke in rotem Rock mit silbernem Gürtel, purpurnem Mantel und Turban wie im Herzschild, in der Rechten einen goldenen Kolben haltend, auf dem fünften Helm ein wachsender geharnischter Arm, in der bloßen Faust ein goldenbegrifftes blankes Schwert haltend, zwischen offenem blauen Fluge.[5]

## Namensträger
- Johann Graf von Sporck (* 1600; † 1679), bayerischer, später kaiserlicher General der Kavallerie
- Johann Georg Leopold Freiherr von Sporck († 1705); ⚭ Anna Konstance, Tochter des Jan Anton Losy von Losinthal
- Franz Anton Graf von Sporck (* 1662; † 1738), Kunstmäzen und Verleger
- Johann Wenzel von Sporck (* 1724; † 1804), Jurist, Politiker und Theaterleiter
- Johann Rudolf von Sporck (* 1755; † 1806), k.k. Feldmarschall-Lieutenant
- Johann Rudolph von Sporck (* 1693; † 1759), Weihbischof[9]